# Giants Cirque
Der Giants Cirque (englisch für Gigantenkessel) ist ein großer Bergkessel an der Loubet-Küste des Grahamlands auf der Antarktischen Halbinsel. Auf der Arrowsmith-Halbinsel liegt er auf der Westseite der Tyndall Mountains und öffnet sich nach Südwesten zum Vallot-Gletscher.
Das UK Antarctic Place-Names Committee gab ihm 1983 im Anschluss an geologische Arbeiten des British Antarctic Survey in diesem Gebiet seinen deskriptiven Namen. 